# Constantin Dudu Ionescu
Constantin Dudu Ionescu (Bucarest, 21 maggio 1956) è un politico e ingegnere rumeno.
Ministro della difesa nazionale nel Governo Ciorbea dall'11 febbraio 1998 al 17 aprile 1998 e Ministro degli affari interni nel Governo Vasile e Governo Isărescu dal 21 gennaio 1999 al 28 dicembre 2000. È stato ideatore di una proposta di amnistia generale relativa ai reati commessi nel 1989.
Membro del Partito Nazionale Contadino Cristiano Democratico dopo il fallimento alle elezioni, nel 2001 è stato presidente ad interim del partito, diventando poi un membro del Partito Conservatore. Alle Elezioni parlamentari in Romania del 2008 è stato il candidato del PD-L, in un collegio nel Settore 4 (Bucarest). Anche se al primo posto per numero di voti, non è stato eletto.
Professionalmente Constantin Ionescu Dudu si è laureato alla Facoltà di Aeronautica dell'Università Politecnica di Bucarest; ha iniziato la sua carriera come ingegnere ed era un ricercatore presso il Centrul de Motoare de Aviație București.